# باد کوزن
باد کوزن (به آلمانی: Bad Kösen) یک منطقهٔ مسکونی در آلمان است که در ناومبورگ واقع شده‌است. باد کوزن ۵٬۳۶۰ نفر جمعیت دارد.

## نگارخانه

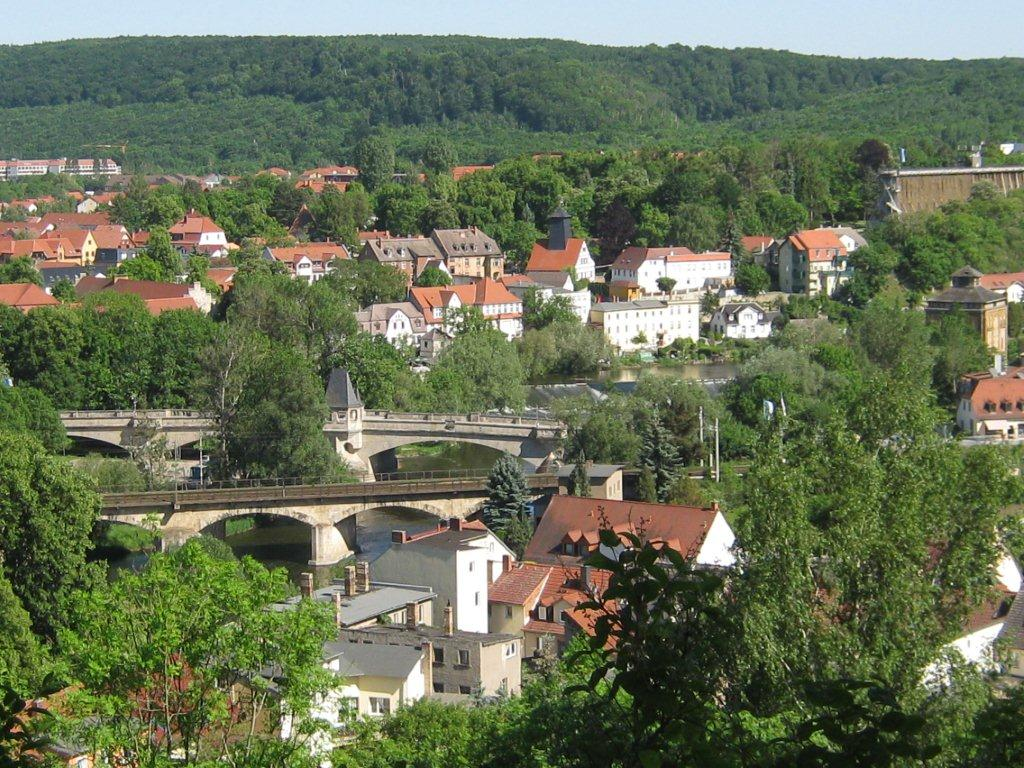
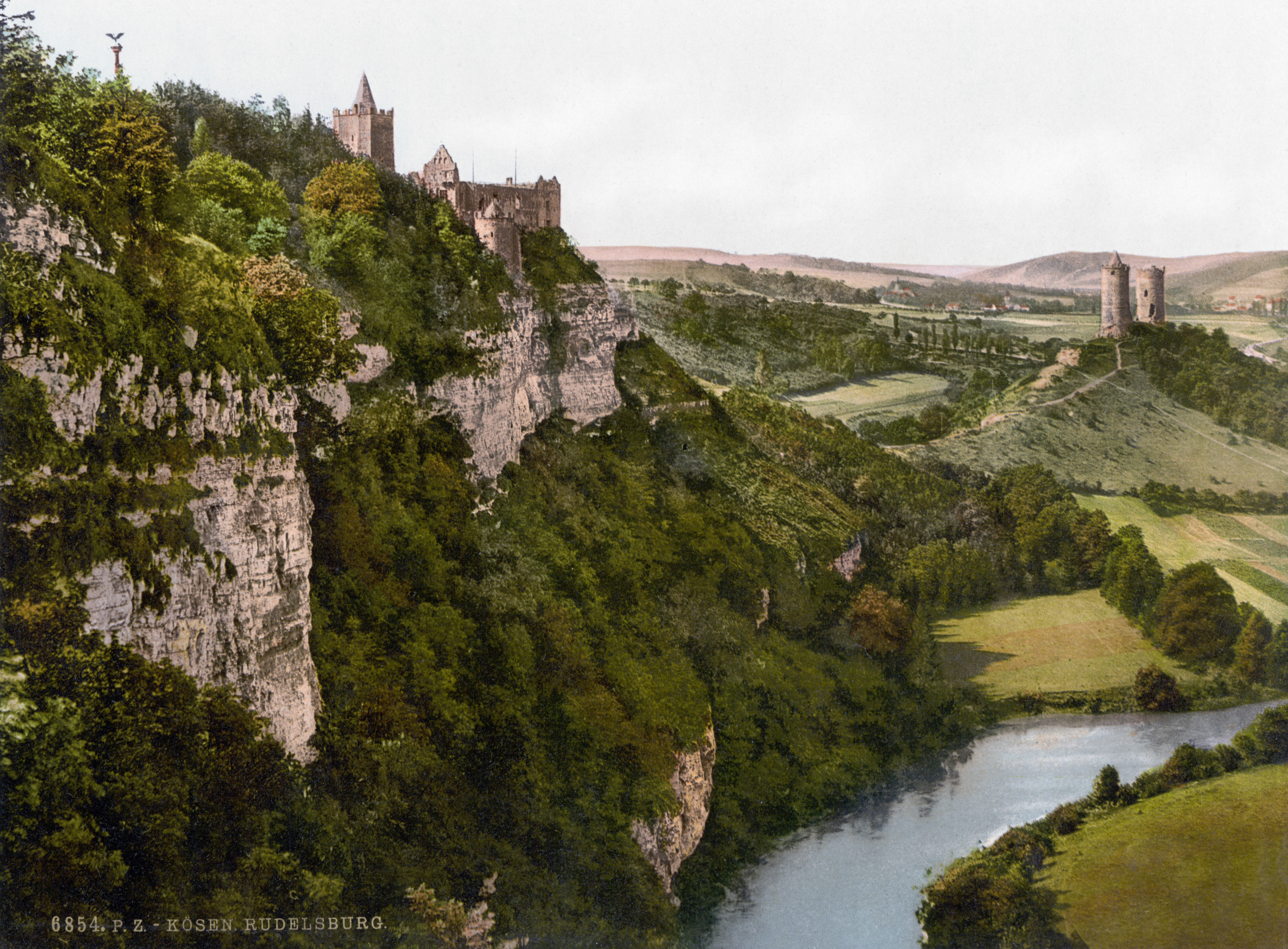
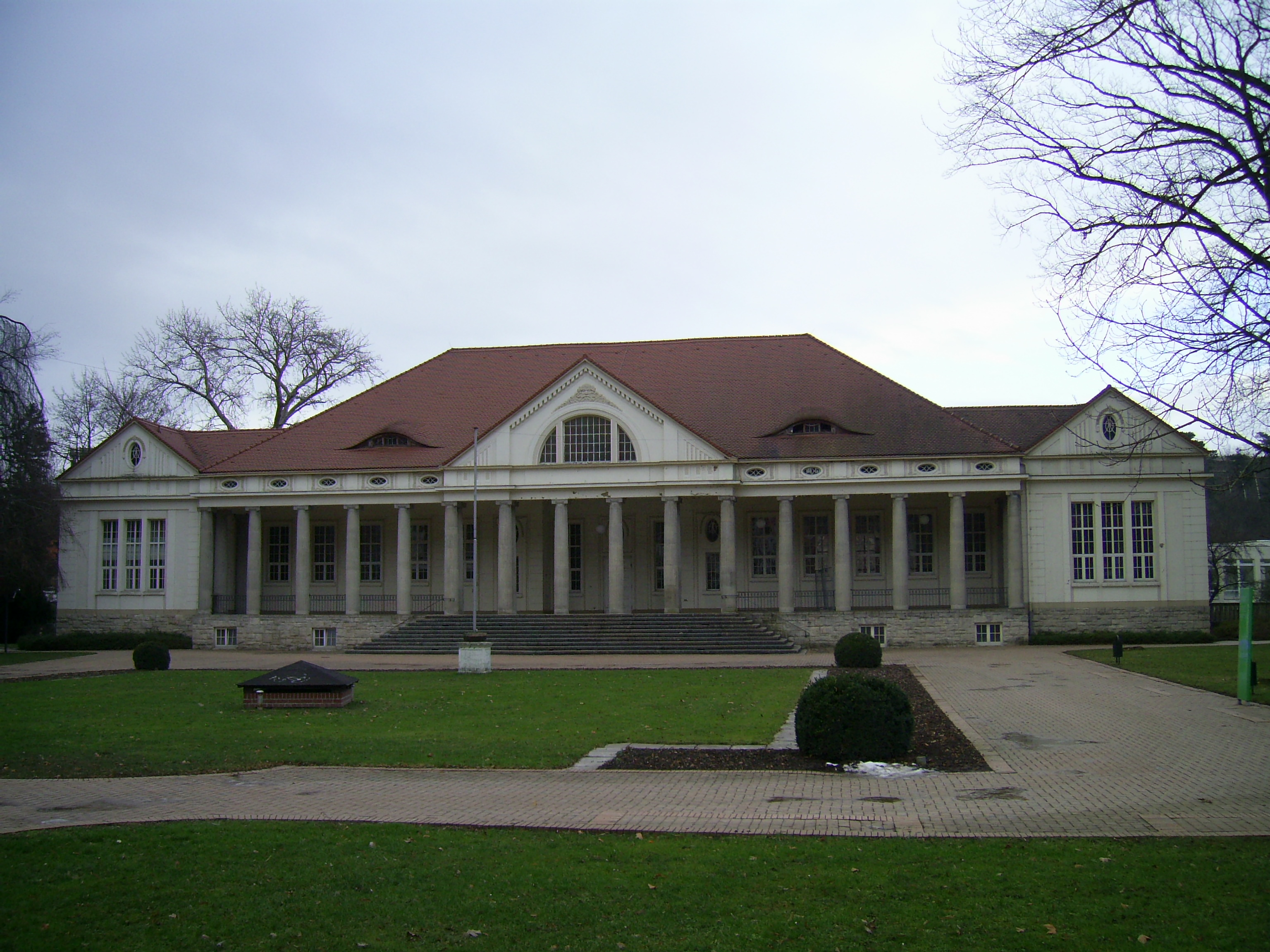
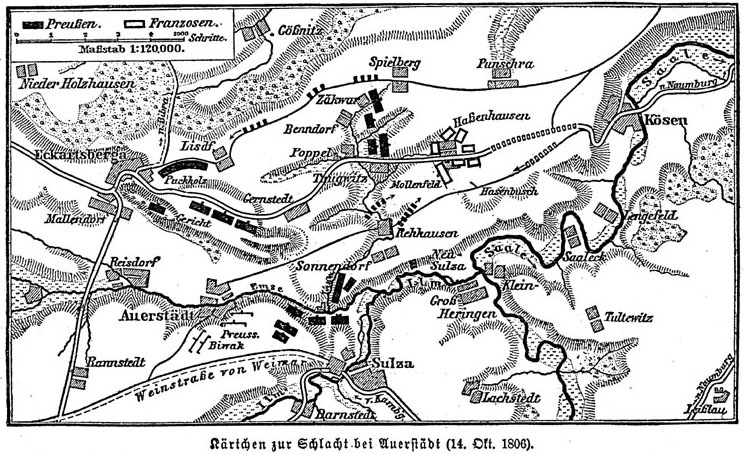
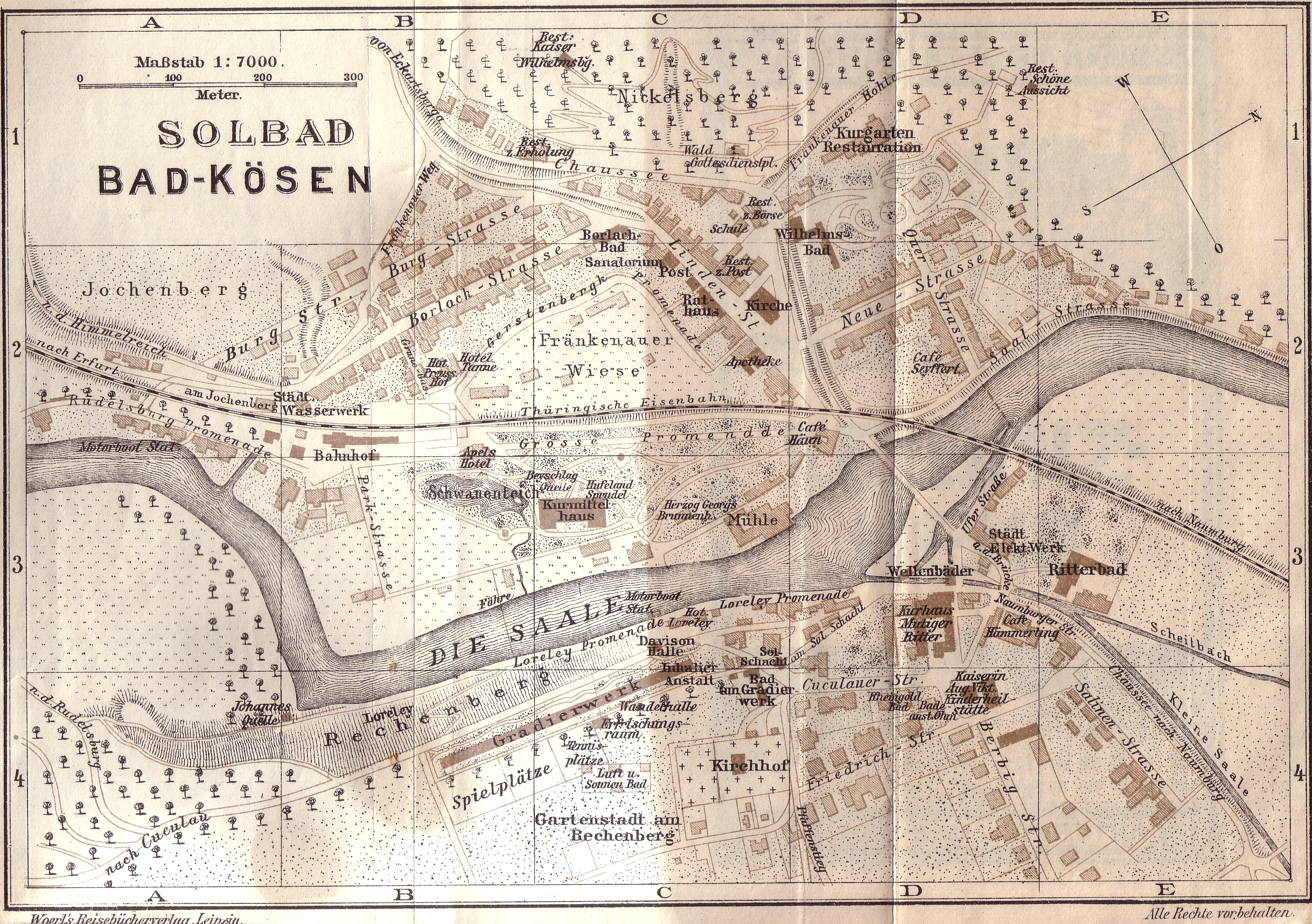
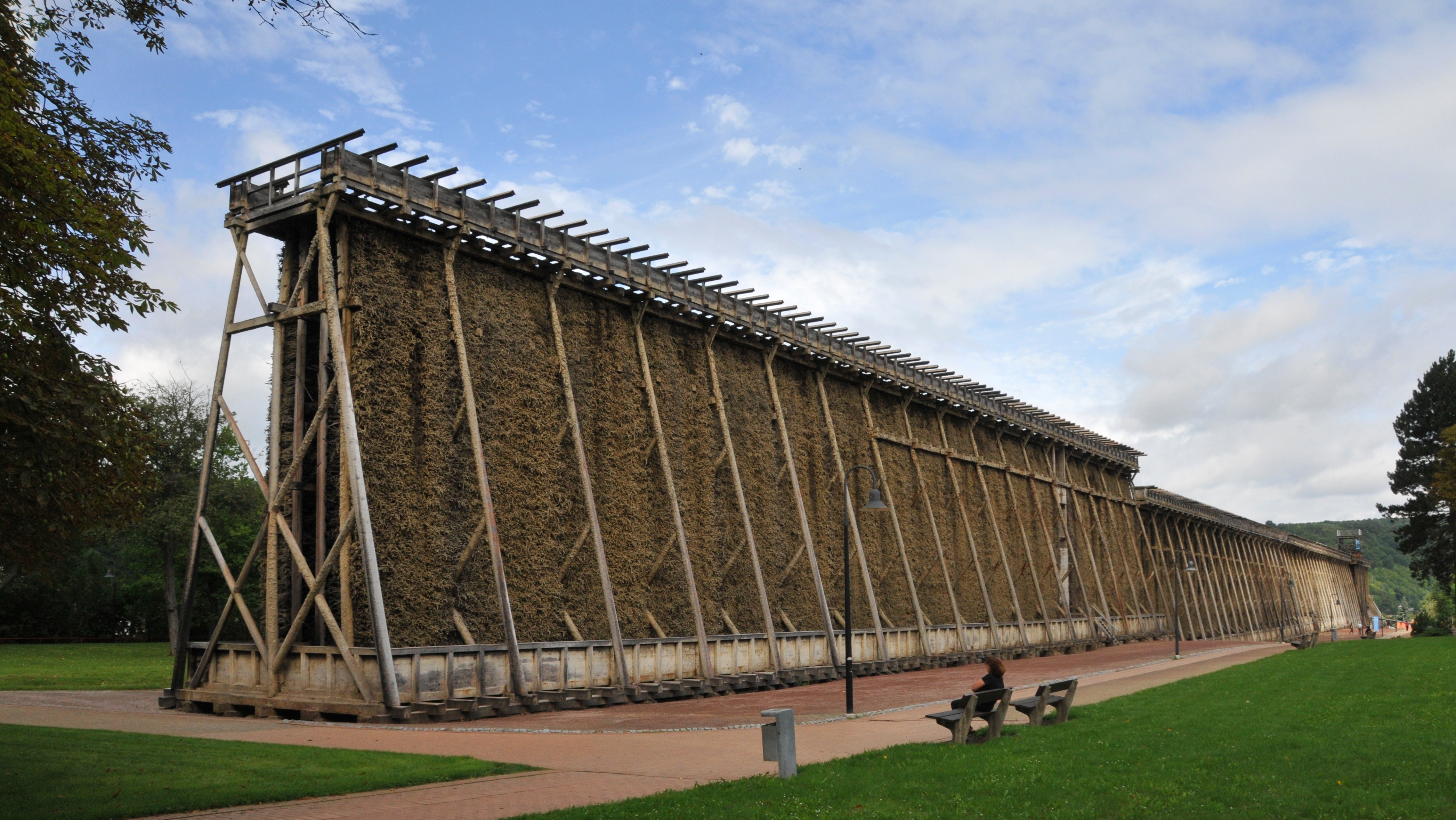
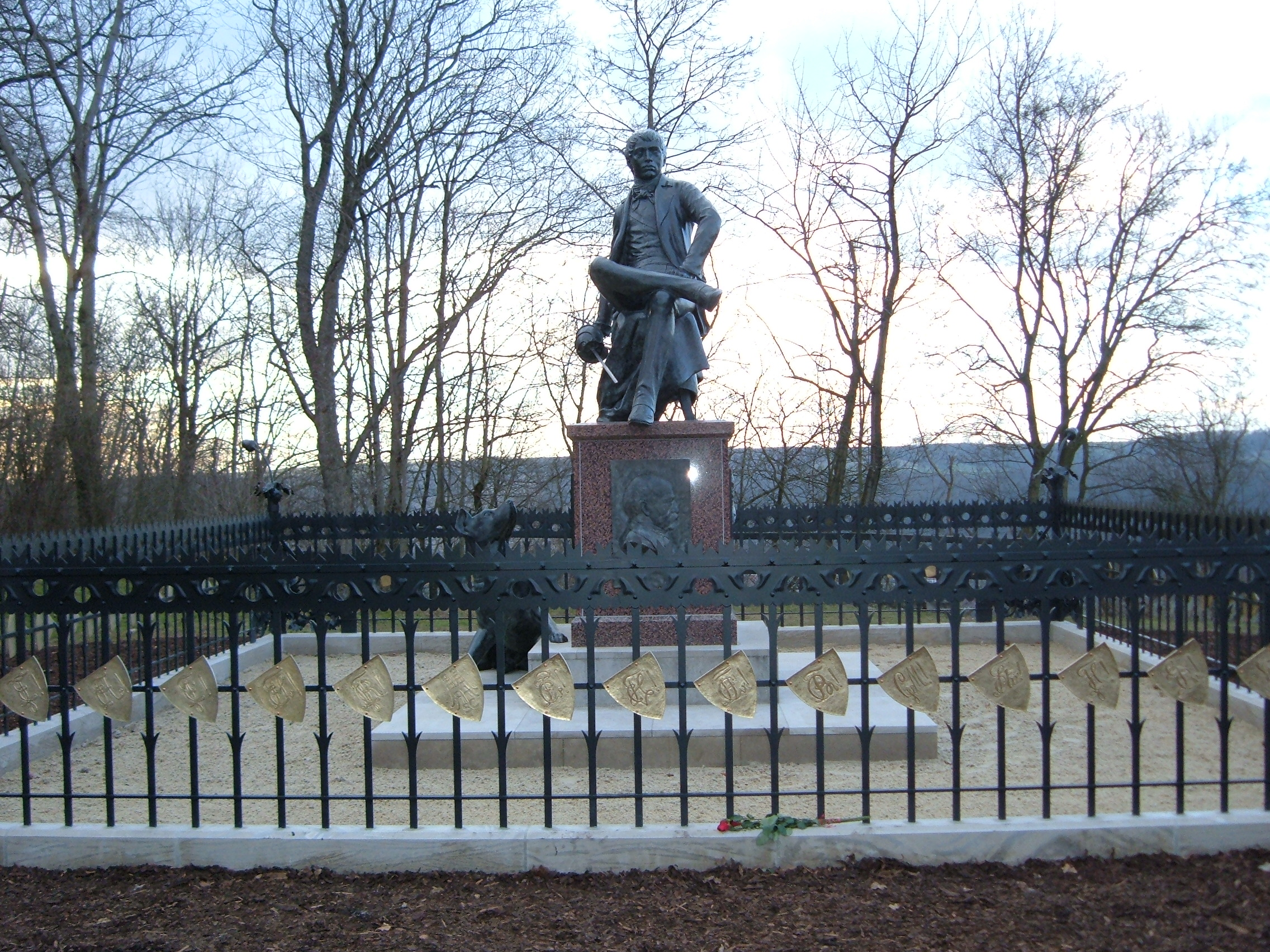
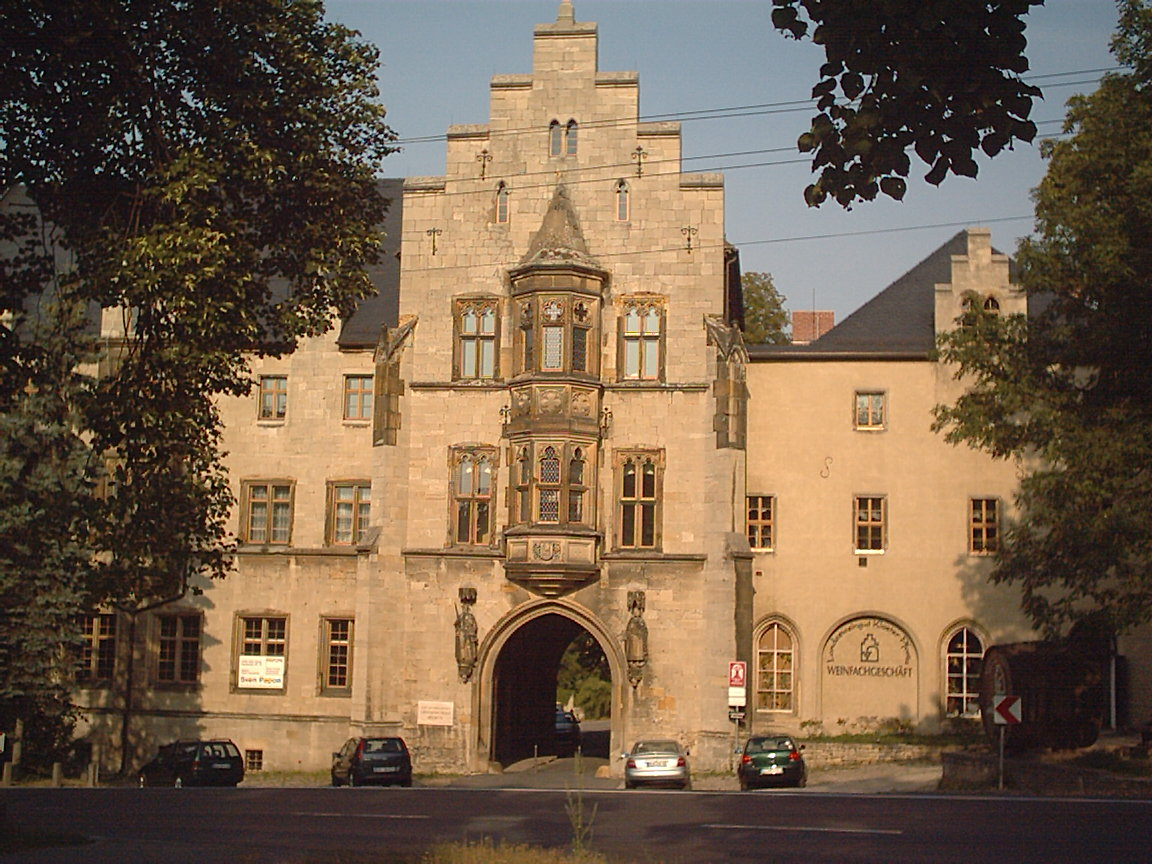
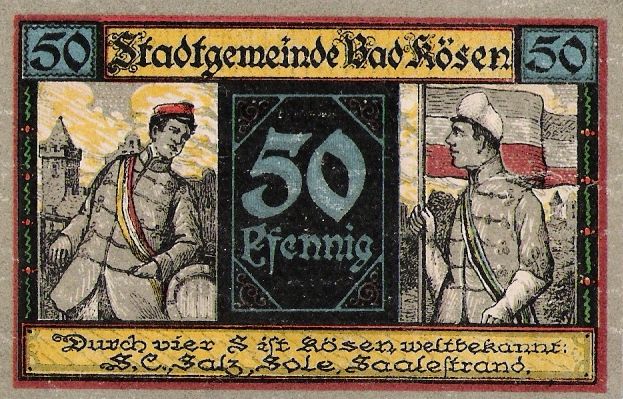
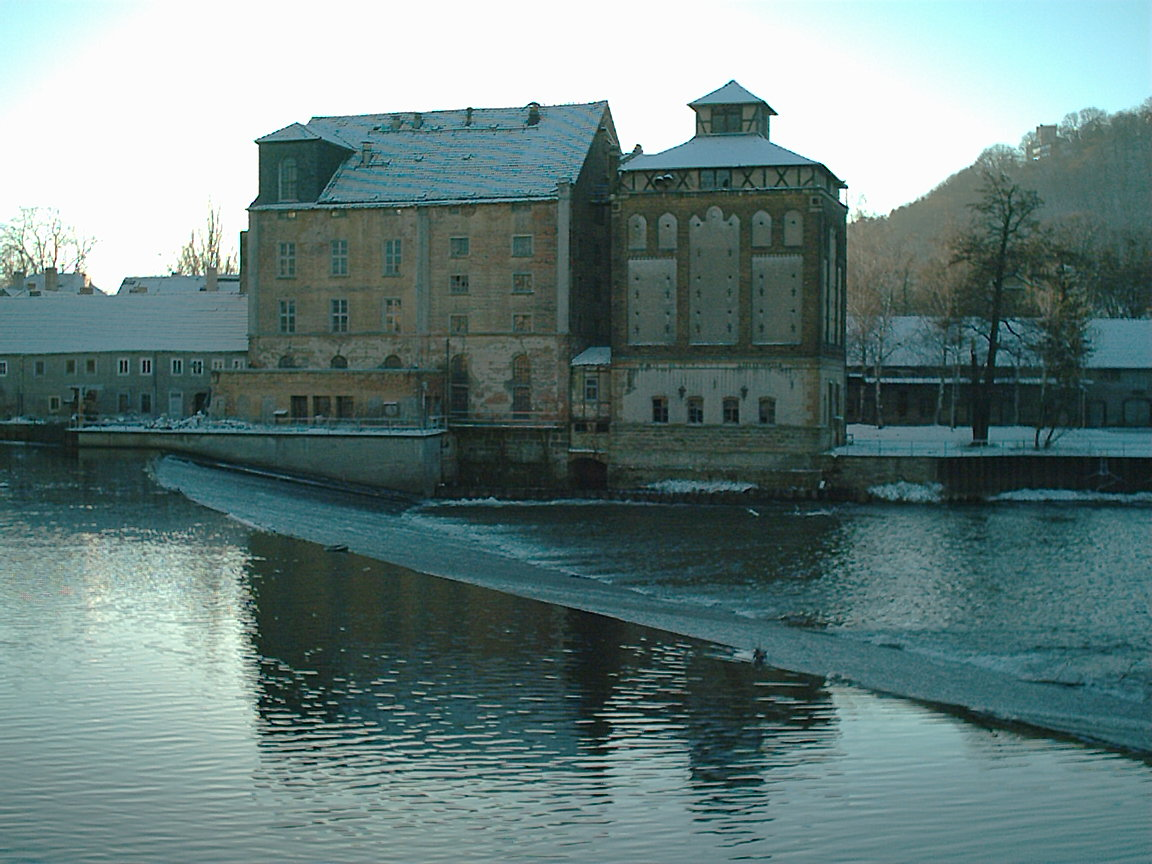
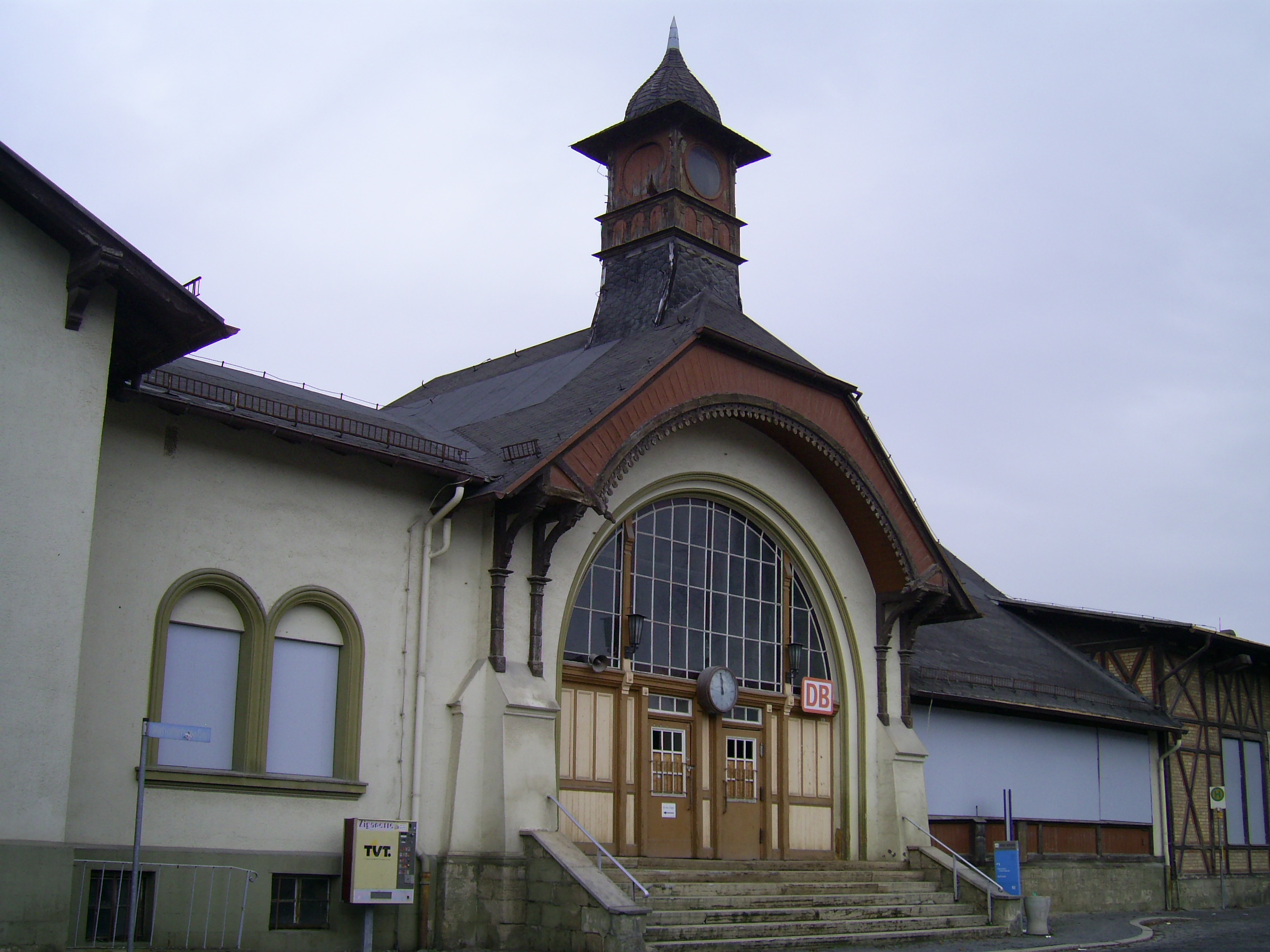
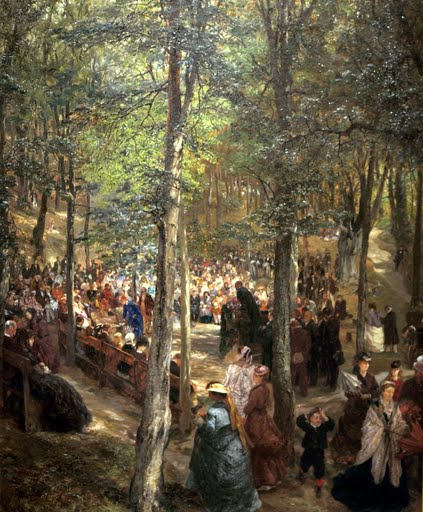